# 哈里頓·拉普捷夫
哈里顿·普罗科菲耶维奇·拉普捷夫（俄语：Харито́н Проко́фьевич Ла́птев，1700年—1763年），俄罗斯海军军官、北极探险家。
出生在大卢基附近的一个村庄，比他的堂弟德米特里早出生一年。1718年加入俄罗斯海军。至1730年，他已经被提拔为一艘军舰的指挥官。1734年参加但泽包围战。
1739年至1742年期间，拉普捷夫参加了第二次堪察加探险，描述了泰梅尔半岛自哈坦加河河口至皮亚西纳河河口之间的地形，并发现了一些小岛。此次探险后，进入黑海舰队继续服役。
拉普捷夫海以他和德米特里·拉普捷夫的名字命名。